# César Depietri
César Depietri, né le 2 mars 1921 à Moyeuvre-Grande, mort le 20 août 2018 à Grasse est un homme politique français, membre du PCF.

## Biographie
Fils d'ouvrier italiens immigrés, installés à Moyeuvre-Grande en 1905, il est ajusteur dans l'usine Wendel, où travaille son père, dès l'âge de 14 ans.
Son engagement politique est lié à la résistance : il adhère en 1942 au Parti communiste clandestin et participe aux activités du groupe de résistance animé par Jean Burger.
Secrétaire de la cellule communiste de Moyeuvre-Grande à la Libération, son activité politique lui vaut d'être licencié en 1948. Il devient alors permanent du parti.
Conseiller municipal de sa ville en 1947, réélu en 1953, il en devient le maire en 1959. Il conserve ensuite ce mandat pendant près d'un quart de siècle, jusqu'en 1983.
Candidat aux législatives en 1962, il est battu par le gaulliste Jean-Louis Gasparini. Deux ans plus tard, il fait son entrée au conseil général de Moselle, étant élu pour le canton de Moyeuvre-Grande. Il y siège jusqu'en 1982.
Elu député en 1967, il perd son siège l'année suivante, faisant les frais du raz-de-marée gaulliste.
Au tournant des années 1960 et 1970, il est essentiellement actif dans la lutte contre la fermeture de l'usine Wendel-Sidelor de sa ville, en vain.
Réélu député en 1973, puis en 1978, il subit ensuite le basculement de l'électorat de gauche mosellan vers le parti socialiste. Devancé aux législatives de 1981 par René Drouin, il est battu par ce dernier aux municipales de 1983.
Lors des municipales de 1989, il prend la tête d'une liste de gauche dissidente, opposée à la fois à celle de Drouin et à la liste officielle du PCF. Il n'obtient que 15,8 % des suffrages et cesse alors son activité politique.
Il quitte la Moselle en 1992.

## Sources
- Dictionnaire biographique du mouvement ouvrier français, notice d'Aurélie Rey et Pierre Schill